# Иннях (река)
Иннях (устар. Ииннээх; якут. Ииннээх) — река в Жиганском улусе Якутии, приток реки Лена.
Длина реки — 123 км, площадь водосборного бассейна — 822 км². Впадает в Лену справа на расстоянии 918 км от её устья. В 90 км от устья справа впадает приток Делингдэ.

## Данные водного реестра
По данным государственного водного реестра России и геоинформационной системы водохозяйственного районирования территории РФ, подготовленной Федеральным агентством водных ресурсов:
- Бассейновый округ — Ленский
- Речной бассейн — Лена
- Речной подбассейн — Лена ниже впадения Вилюя до устья
- Водохозяйственный участок — Лена от впадения Вилюя до водного поста ГМС Джарджан